# Kremnitzkapelle

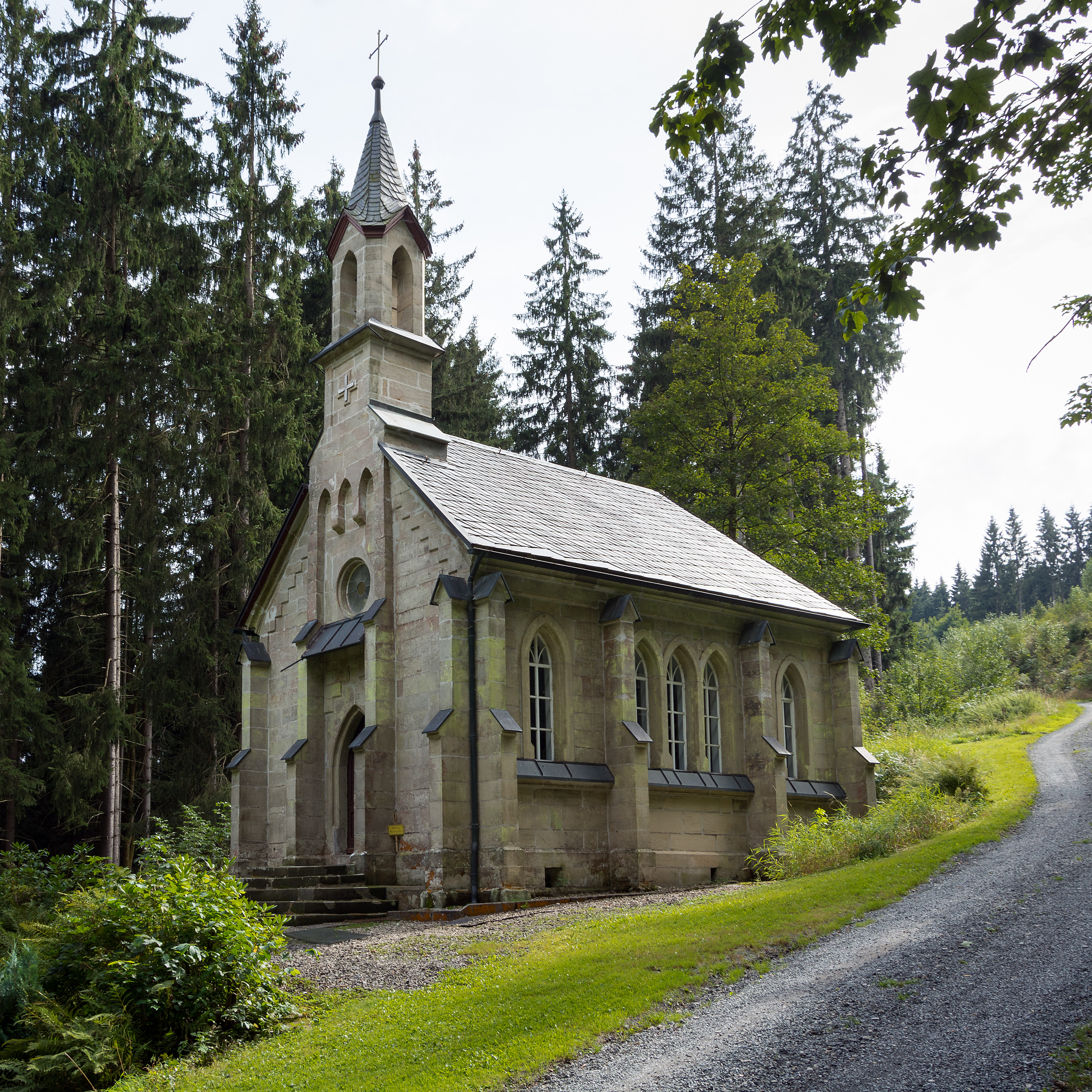
Kremnitzkapelle

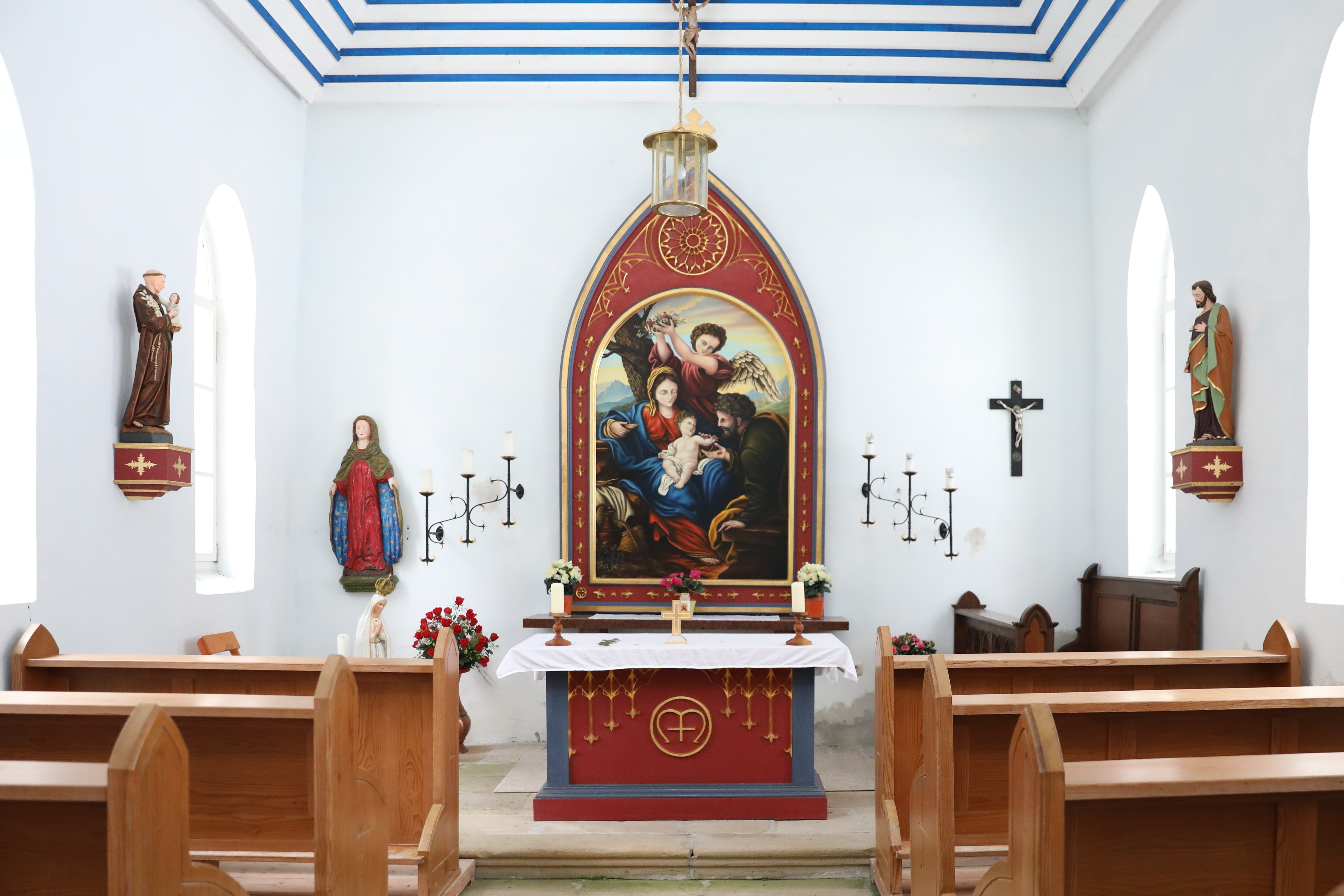
Innenraum

Die Kremnitzkapelle ist ein neugotisches Kirchengebäude in der Nähe der Kremnitzmühle, einem Gemeindeteil der im oberfränkischen Landkreis Kronach gelegenen Stadt Teuschnitz. Sie ist als Baudenkmal in die Bayerische Denkmalliste eingetragen.

## Lage und Beschreibung
Die Kapelle steht, von Hochwald umgeben, am rechten Steilhang des tief eingeschnittenen Tals der Kremnitz, etwa 200 Meter südlich der im Talgrund gelegenen Kremnitzmühle und rund zwei Kilometer östlich der Ortsmitte von Teuschnitz. Es handelt sich um eine aus Sandsteinquadern errichtete Saalkirche mit abgewalmtem Satteldach und einem Fassadenturm mit Spitzhelm. Die zur Kremnitzmühle gewandte Schauseite des Gebäudes ist von vier Strebepfeilern gegliedert. Über dem spitzbogigen Eingang ist die Jahreszahl „1865“ eingemeißelt, ein vielfach unterteiltes Rundfenster über dem Portal deutet eine gotische Rosette an. Drei vorstehende Halbbögen an der Giebelfront und die Gliederung des Glockenturms finden sich in gleicher Form am 1854 erbauten Rathaus der Stadt Teuschnitz. Die Längsseiten des Schiffes mit je fünf Spitzbogenfenstern werden von jeweils vier Strebepfeilern gestützt, die Rückseite des Gebäudes von zwei Pfeilern. Das Satteldach und die Spitze des Glockenturmes sind mit Schiefer gedeckt.

## Geschichte
Stifterin der in den Jahren 1865 bis 1867 erbauten Kremnitzkapelle war die Witwe Barbara Kremnitzmüller. Deren Ehemann Paulus Kremnitzmüller soll sich in einem Schneesturm verirrt und für seine wohlbehaltene Heimkehr den Bau einer Kapelle gelobt haben. Die Weihe erfolgte am Pfingstmontag 1867 durch Pfarrer Förtsch.
Der Innenraum des Bauwerks wurde mehrmals verwüstet. Im Laufe der Zeit war die Kapelle baufällig geworden, sodass Anfang der 1980er Jahre ihr Abbruch zur Debatte stand. Im Jahr 1983 gründete sich ein Kapellenförderverein, der durch Eigenleistungen, Spenden und Zuschüsse die Sanierung des Bauwerks, für die 100.000 DM aufgebracht werden mussten, ermöglichte.